# Red Hat

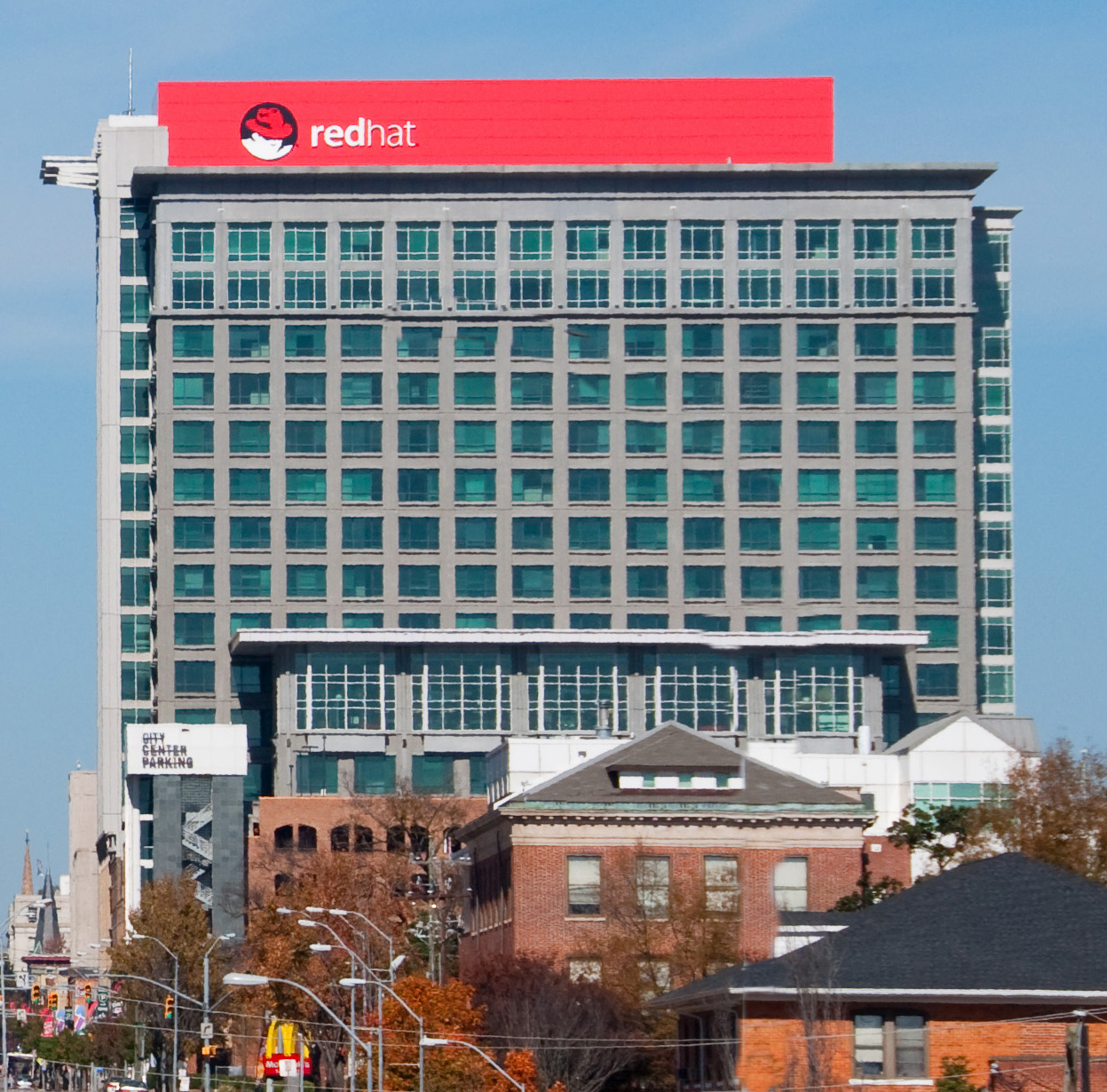
Red Hat Headquarters in Raleigh mit dem 2019 abgelösten Logo

Das Unternehmen Red Hat (engl. für: ‚roter Hut‘) ist ein US-amerikanischer Softwarehersteller mit Sitz in Raleigh, North Carolina, der unter anderem die weit verbreitete Linux-Distribution Red Hat Enterprise Linux (RHEL) vertreibt und am Fedora-Projekt beteiligt ist. Früher wurde auch Red Hat Linux (RHL) von Red Hat vertrieben. Darüber hinaus bietet Red Hat Lösungen aus den Bereichen Middleware, Virtualisierung, Cloud Computing, Storage, Mobile, Container (OpenShift), Management sowie Support, Schulungen und Consulting-Services. Die Aktien der Red Hat Inc. wurden bis zur Übernahme durch IBM an der US-Börse NYSE gehandelt.

## Unternehmensgeschichte
Das Unternehmen Red Hat wurde 1993 von Marc Ewing gegründet und schloss sich 1995 mit dem Unternehmen ACC des Kanadiers Bob Young zusammen. Young übernahm im Unternehmen das Amt des CEO, das 1999 auf Matthew J. Szulik überging, der bis Ende 2007 dem Unternehmen vorstand.

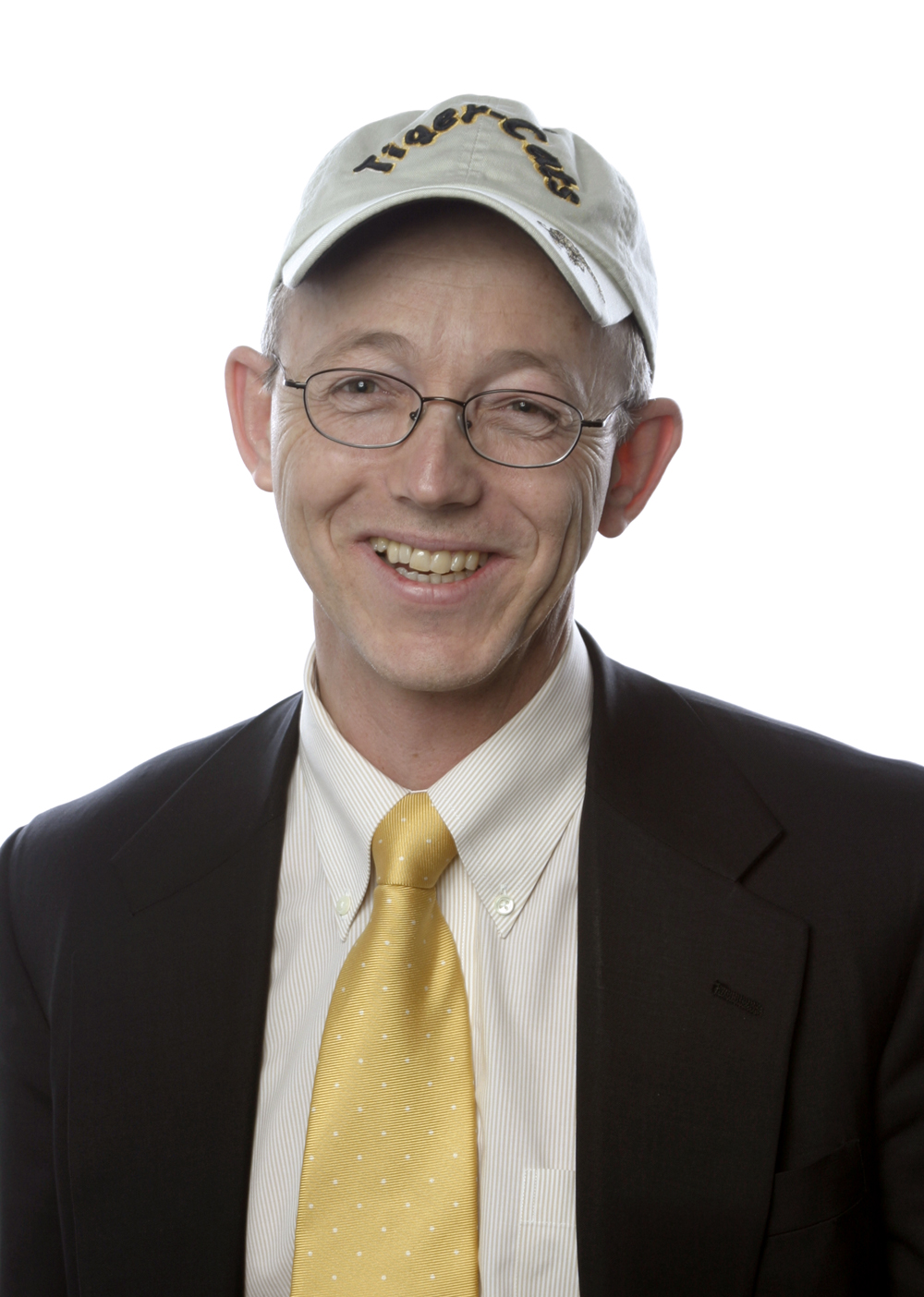
Bob Young, erster CEO

Im Juli 1999 wurde das in Stuttgart ansässige Unternehmen Delix Computer GmbH übernommen, Hersteller der Deutschen Linux-Distribution (DLD), aus der dann die Red Hat GmbH hervorging. Am 11. August 1999 ging Red Hat mit einem Initial Public Offering von sechs Millionen Aktien zum Preis von 14 US-Dollar pro Aktie an die Börse NASDAQ. Am 15. November 1999 gab Red Hat bekannt, dass sie den Open-Source-Entwickler Cygnus Solutions übernehmen würden. Red Hat ist seitdem auch für Cygwin verantwortlich. Andere Übernahmen folgten, darunter ArsDigita, Sistina und die des Netscape-Directory-Servers.
2003 beschloss Red Hat, sich nur noch auf Unternehmenskunden zu konzentrieren. Daher wurde die Weiterentwicklung von Red Hat Linux (RHL) formell an das Community-Projekt Fedora abgegeben. Das Kernteam von Fedora besteht weiterhin aus von Red Hat bezahlten Entwicklern. Möglichkeiten der Beteiligung durch Freiwillige wurden allerdings umfangreicher als früher. Auf dem Fedora-Code basiert Red Hats Premium-Produkt Red Hat Enterprise Linux (RHEL). Am 19. Oktober 2005 verließ der Unternehmensmitbegründer Bob Young Red Hat, um sich privaten Projekten zu widmen.
2005 war Red Hat Marktführer im Bereich der Linux-Distributionen für Server. Red Hat hat weltweit näherungsweise 10.700 Mitarbeiter und 90 Büros. Der Stammsitz liegt in Raleigh (North Carolina) in den USA.
Das Unternehmen ist aktiv auf den Gebieten Entwicklung, Einführung und Management von Linux- und Open-Source-Lösungen für Netzwerk-Infrastrukturen. Das Produktangebot reicht von eingebetteten Systemen bis zu Webservern und umfasst zusätzliche Support-, Trainings- und Managementangebote.
Red Hat schloss im Juni 2006 den Erwerb von JBoss als weltweit führenden Anbieter von Open Source Middleware ab, um die Entwicklung hin zu Serviceorientierten Architekturen (SOA) zu beschleunigen.
Red Hat ermöglicht so auch den Betrieb webfähiger Anwendungen auf einer Open-Source-Plattform.
Nach dem Rücktritt von Szulik trat Jim Whitehurst zum Jahr 2008 dessen Nachfolge als CEO und Präsident an.
2017 ist Red Hat mit Platz 23 in der Forbes-Liste der 100 innovativsten Firmen der Welt erneut unter den Top 25.

### Übernahme durch IBM
Am 28. Oktober 2018 gab Red Hat bekannt, dass die Firma IBM Red Hat für 190 US-Dollar je Aktie übernimmt – vorbehaltlich der Zustimmung der Red Hat-Aktionäre. Das entspricht einem Unternehmenswert von ungefähr 34 Milliarden US-Dollar. Die Unternehmen schlossen die Übernahme nach Genehmigung der zuständigen Behörden im Juli 2019 ab.
Ende November 2018 wurde bekannt, dass Red Hat seinerseits im Zuge der Übernahme durch IBM das israelische Start-up-Unternehmen NooBaa gekauft hat.
Am 1. Mai 2019 stellte Red Hat ein neues Firmenlogo vor, das nur noch einen roten Hut ohne die Person darunter beinhaltet. Mit dem vereinfachten Logo sollen Darstellungsprobleme bei kleiner Skalierung und negative Assoziationen vermieden werden.
Im April 2020 bekräftigten Red Hat und IBM erneut, dass die Akquisition keine Fusion werde, beide Firmen also vollständig voneinander getrennt bleiben würden. Red Hat CEO Jim Whitehurst wurde IBM President, während Paul Cormier seine Nachfolge als Red Hat CEO antrat.

### Beitrag zum Linux-Kernel
Red-Hat-Entwickler liefern regelmäßig viele Beiträge zum Linux-Kernel. Gemäß der von der Linux Foundation 2016 veröffentlichten Analyse trug Red Hat mit 8 Prozent der Commits zu den Kernel 3.19 – 4.7 am zweithäufigsten (hinter Intel) bei. Im Report 2017 steht Redhat mit 7,2 Prozent der Commits zu den Kernels 4.8-4.13 auf Platz 3.

## Produkte
Die Produkte werden als kommerzielle Software entwickelt und vertrieben, die meist eng mit dem Fedora-Projekt zusammenhängen.
Zu den angebotenen Produkten gehört zum einen ein Linux-Betriebssystem. Die Entwicklung erfolgt im Rahmen des Fedora-Projektes (früher Fedora Core). Die vermarktete Variante mit Anpassungen und besser erprobten Versionen von Softwarepaketen trägt die Bezeichnung Red Hat Enterprise Linux (RHEL).
Mit der JBoss Enterprise Middleware Suite (JEMS) bietet Red Hat Lösungen in den Bereichen Java-EE-Applikationsserver (JBoss EAP auf Basis des WildFly Application Server), Objekt-/relationale Persistenz (Hibernate), Portal-Plattform (JBoss Portal), Workflow / Business Process Management / BPEL (JBoss jBPM), Business Rules (JBoss Rules), Objekt-Daten-Cache (JBoss Cache), Verteiltes Transaktions-Management (JBoss Transactions), Enterprise Messaging (JBoss Messaging) sowie Entwicklungstools (JBoss Eclipse IDE) an.
Der von Netscape erworbene LDAP-kompatible Verzeichnisdienst wird im Rahmen des Fedora-Directory-Server-Projektes entwickelt und heißt in kommerziellen Version Red Hat Directory Server. Das ebenfalls erworbene Zertifizierungssystem (Red Hat Certificate System) betreut das Projekt Dogtag Certificate System.
Momentan wird an einer umfassenden, zentralisierten Verwaltungsplattform für verschiedene Betriebssysteme und Plattformen gearbeitet: FreeIPA. Sie vereint Techniken wie Kerberos, LDAP, DNS und NTP und beinhaltet die Bereiche „Identitätskontrolle“ (Identity), „Richtlinien“ (Policy) und „Überwachung“ (Audit) einer heterogenen Client/Server-Computerlandschaft.
Erwähnenswert sind auch das Global File System (GFS) und die Cluster Suite.
Des Weiteren unterstützt Red Hat viele andere Open-Source-Projekte wie Samba und OpenJDK in Form von IcedTea. Red Hat ist Gründungsmitglied der Open Source Business Alliance, früher Lisog.

### Portfolio
Das Produktportfolio umfasst folgende Bausteine:
- Linux-Plattformen
- JBoss Middleware
- Virtualisierung
- Cloud Computing
- Storage
- Mobile-Plattform
- Management und Automatisierung von Infrastruktur und Cloud
- Services (Red Hat Open Innovation Labs, Red Hat Training und Certification sowie Red Hat Consulting)

### Vermarktung
Allen Produkten ist gemeinsam, dass sie für Geschäftskunden ausgelegt und nur mit Support-Verträgen zu erwerben sind.
Eine Kernkomponente der Kunden-Unterstützung stellt das Red Hat Network dar. Produkte für Endnutzer bietet Red Hat nicht an. Red Hat finanziert sich auch durch Beratungen, Schulungen sowie Management bestehender Lösungen und Zertifizierungen.
Beispiel: Um Enterprise-Kunden, Systemintegratoren und Softwarehersteller bei der Maximierung des Return on Investments durch den Einsatz der JBoss-Enterprise-Middleware-Suite-Produkte zu unterstützen, bietet Red Hat in Form des Tochterunternehmens JBoss ein umfassendes Leistungs-Portfolio aus technischem Support (JBoss Subscription), Consulting sowie Training und Zertifizierung an.
In China ging Red Hat eine Partnerschaft mit der Distribution Red Flag Linux ein.

### Zertifikate von Red Hat
Red Hat bietet Zertifizierungen für Linux-Administratoren an, zum Beispiel:
- Red Hat Certified System Administrator (RHCSA)
- Red Hat Certified Engineer (RHCE)
- Red Hat Certified Architect (RHCA) in Infrastructure
- Red Hat Certified Architect (RHCA) in Enterprise Applications
- Red Hat Certified Engineer in Red Hat OpenStack
- Red Hat Certified Specialist in OpenShift Application Development
- Red Hat Certified Specialist in OpenShift Administration
- Red Hat Certified Specialist in Ansible Automation

### Fedora

Fedora Project logo

Red Hat sponsert das Fedora-Projekt, eine von der Community getragene Linux-Distribution, deren Fokus auf dem Einsatz freier Software liegt. Einige Führungspositionen im Fedora-Projekt sind mit Red-Hat-Mitarbeitern besetzt. So lässt man neue Techniken in Fedora von der Community testen, ehe sie in dem auf Fedora basierenden Red Hat Enterprise Linux zum Einsatz kommen.